# Jorge Mountbatten, 2.º Marquês de Milford Haven
Jorge Mountbatten GCVO (Darmstadt, 6 de dezembro de 1892 – Londres, 8 de abril de 1938), nascido príncipe Jorge de Battenberg, foi o 2.º Marquês de Milford Haven. Ficou mais conhecido por possuir a maior coleção de erotismo da época.

## Biografia

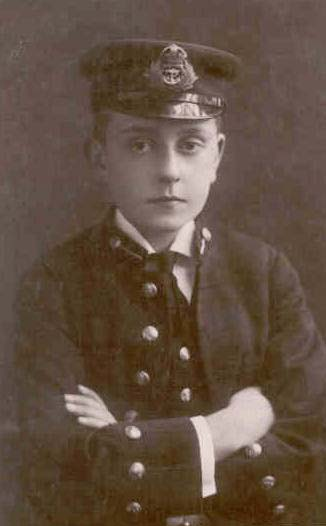
Jorge c. 1900.

Nascido no dia 6 de dezembro de 1892 em Darmstadt, Grão-Ducado de Hesse, Jorge era o terceiro filho, primeiro menino, do príncipe Luís de Battenberg. Pertencia à Casa de Battenberg, do ramo ilegítimo da Casa de Hesse. A mãe Jorge, a princesa Vitória de Hesse e Reno era filha de Luís IV, Grão-Duque de Hesse e Alice do Reino Unido, uma das filhas da rainha Vitória do Reino Unido e do príncipe Alberto. Os pais de Jorge eram primos em segundo grau.
Na altura do nascimento de Jorge, seus pais já tinham duas filhas, as princesas Alice, mãe do príncipe Filipe, marido da rainha Isabel II do Reino Unido, e Luísa, futura rainha da Suécia. Em 1900, a princesa Vitória deu à luz seu quarto e último filho, Luís Mountbatten, 1.º Conde Mountbatten da Birmânia.

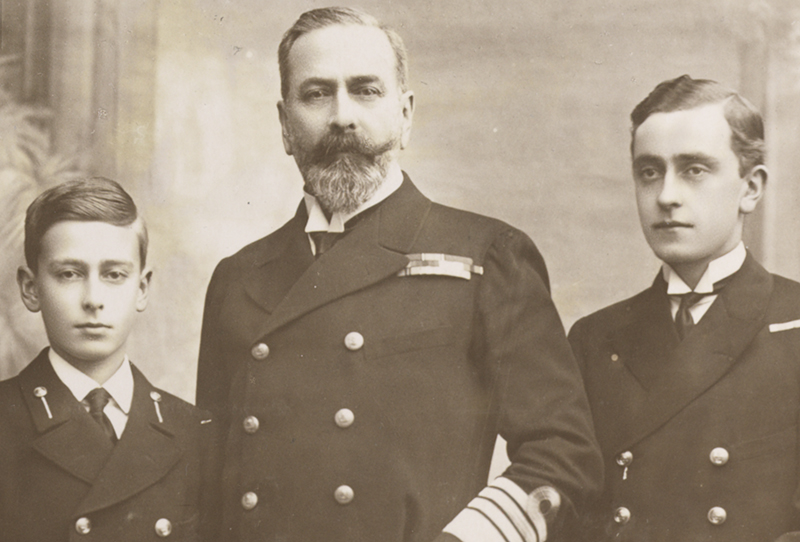
Jorge (direita) com seu pai Luís e seu irmão Louis em 1914.

Jorge seguiu os passos de seu pai e entrou para a Marinha Real Britânica, já em 1913 foi promovido a subtenente e em 1914 durante a Primeira Guerra Mundial a tenente. Em 1917, após a onda anti-germânica que varreu o Reino Unido, a pedido do então rei Jorge V, o pai de Jorge renunciou a todos os seus títulos alemães e anglicizou o nome da família de Battenberg para Mountbatten. Jorge passou, então, a ser conhecida por Lorde Jorge Mountbatten.
Descrito como um excelente matemático, segundo a família e amigos, o marquês poderia "resolver complicados problemas de aritmética em sua cabeça em poucos segundos". A rainha Isabel II, sua prima, disse sobre Jorge: "Era uma das pessoas mais inteligentes e brilhantes que já conheci".

### Casamento e descendência
Em 15 de novembro de 1916 na Embaixada Russa em Londres, Jorge desposou a condessa Nádia Mikhailovna de Torby, filha do grão-duque Miguel Mikhailovich da Rússia e de sua esposa morganática Sofia de Merenberg. Após o casamento, passavam a viver no subúrbio de Holyport em Bray. Eles tiveram dois filhos:
1. Tatiana Elizabeth Mountbatten (16 de setembro de 1917 – 15 de maio de 1988), nunca se casou nem teve filhos;
2. David Michael Mountbatten (12 de maio de 1919 – 14 de abril de 1970), 3.º Marquês de Milford Haven.

Mountbatten morreu aos 45 anos, de câncer de medula óssea, e foi sepultado no Cemitério de Bray em Berkshire.
Ele reuniu uma grande coleção de erotismo, agora abrigada no Museu Britânico.

## Títulos, estilos, honras e brasão

### Títulos e estilos
- 6 de dezembro de 1892 – 14 de julho de 1917: Sua Alteza Sereníssima, o Príncipe Jorge de Battenberg
- 14 de julho de 1917 – 7 de novembro de 1917: Sir Jorge Mountbatten
- 7 de novembro de 1917 – 11 de setembro de 1921: Conde de Medina
- 11 de setembro de 1921 – 8 de abril de 1938: O Mais Honorável, o Marquês de Milford Haven

### Honras
- 1916:  Real Ordem Vitoriana[5]
- 1917:  Ordem de São Vladimir[6]
- 1917:  Ordem Militar de Saboia[7]
- 1917:  Ordem do Sol Nascente
- 1932:  Real Ordem Vitoriana[5][nota 1]

### Brasão
| Brasão de Jorge Mountbatten, 2.º Marquês de Milford Haven |